# Mico
Khỉ đuôi sóc Amazon hay khỉ marmoset Amazon (Danh pháp khoa học: Mico) là một chi khỉ trong họ Callitrichidae thuộc nhóm Khỉ Tân Thế giới. Chi này gồm các loài khỉ cỡ nhỏ sống ở vùng Nam Mỹ.

## Các loài
- Mico acariensis
- Mico manicorensis
- Mico argentatus
- Mico leucippe
- Mico emiliae
- Mico nigriceps
- Mico marcai
- Mico melanura
- Mico humeralifera
- Mico mauesi
- Mico chrysoleuca
- Mico intermedia
- Mico saterei
- Mico schneideri
- Mico rondoni